# Zheng Xiaoxu
Zheng Xiaoxu (臧式毅, 2 avril 1860 – 28 mars 1938) est un homme politique, diplomate, et calligraphe chinois qui fut membre du gouvernement du Mandchoukouo.

## Jeunesse et carrière de diplomate
Bien que les ancêtres de Zheng sont originaires de Minhou au Fujian, une petite ville près de Fuzhou, il est né à Suzhou au  Jiangsu. En 1882, il obtient le degré intermédiaire aux examens impériaux et rejoint trois ans plus tard le secrétariat de Li Hongzhang. En 1891, il est nommé secrétaire de la légation chinoise à Tokyo, et sert comme consul les années suivantes aux consulats chinois de Tsukiji, Osaka et Kōbe. Durant son poste dans cette dernière ville, il travaille étroitement avec la communauté chinoise et joue un rôle dans la création de la guilde chinoise locale. Toujours au Japon, Zheng est influencé par des politiciens et des intellectuels comme Itō Hirobumi, Mutsu Munemitsu ou Naitō Torajirō.

## Service gouvernemental
Après le déclenchement de la première guerre sino-japonaise en 1894, Zheng est contraint de quitter le Japon. De retour en Chine, il rejoint le secrétariat du réformiste Zhang Zhidong à Nankin et le suit à Pékin où il obtient un poste au bureau des Affaires étrangères des Qing, le Zongli Yamen. Après l'échec de la réforme des Cent Jours en 1898, Zheng quitte son poste de Pékin et travaille dans le centre et le Sud de la Chine. Après la révolution chinoise de 1911, il reste loyal à la dynastie Qing et refuse de servir le gouvernement républicain. Il se retire très vite de la vie publique et prend une retraite confortable à Shanghai où il s'adonne à la calligraphie, à l'art et la poésie chinoise, tout en écrivant des articles critiquant le Kuomintang qu'il qualifie de « voleur ».

## Loyal aux Qing et collaboration avec les Japonais
En 1923, l'ancien empereur Puyi convoque Zheng à Pékin pour réorganiser la maison impériale. Zheng devient ainsi un proche conseiller de Puyi et l'aide à organiser sa fuite vers le concession étrangère de Tianjin après son expulsion de la Cité interdite. Zheng reste loyal au trône et rencontre secrètement des officiels et groupes japonais, comme la société du Dragon noir, pour discuter d'une restauration de la dynastie Qing en Mandchourie. Après l'incident de Mukden de 1931, et l'occupation de la Mandchourie par l'armée impériale japonaise, Zheng joue un rôle important dans l'établissement du Mandchoukouo, devenant le premier de ses Premiers ministres l'année suivante. Zheng compose également les paroles de l'hymne national du Mandchoukouo. Il espère que le nouvel État deviendra un tremplin pour la restauration des Qing sur la Chine entière, mais il réalise très vite que les vrais dirigeants du Mandchoukouo, l'armée japonaise du Guandong, ne partagent pas ses ambitions. En tant que Premier ministre du Mandchoukouo, Zheng est souvent en désaccord avec l'armée japonaise. En mai 1935, il quitte son poste et meurt subitement trois ans plus tard dans des circonstances floues. Il reçoit des obsèques nationales en avril 1938.

## Postérité
Bien que Zheng Xiaoxu soit surtout connu aujourd'hui pour sa collaboration avec les Japonais, il est également reconnu comme poète et calligraphe accompli. Il est l'un des calligraphes les plus respectés et influents du XXe siècle. Sa calligraphie lui rapporta de nombreuses récompenses durant sa vie, qui lui permettent de subvenir à ses besoins vers la fin de sa vie. Sa calligraphie continue d'être influente en Chine et son style a été incorporé dans les logos d'entreprises chinoises actuelles.
Zheng a réalise un important journal intime, qui est considéré par les historiens comme une importante source de renseignements.